# 广府镇
广府镇，是中华人民共和国河北省邯郸市永年区下辖的一个行政建制镇，为2007年公布的第三批中国历史文化名镇。在广府城的城南有太极宗师杨露禅故居，故居列为河北省文物保护单位。

## 行政区划
广府镇下辖以下地区：
东街村、南桥村、下坡村、冯堤村、莲花口村、夏堤村、宋堤村、史堤村、上马头村、东桥村、裴屯村、下马头村、永北村、西街村、南街村、北街村、石官营村、前北廓村、后北廓村、陈村、北马庄村、前当头村、后当头村、三合村、相公庄村、北张庄村、吕堤村和西大堤村。